# Preston Brook
Preston Brook è un villaggio e parrocchia civile dell'Inghilterra, appartenente alla contea del Cheshire.
Preston Brook è attraversato dal canale di Bridgewater che scorre da Manchester e qui si divide in due rami: uno conduce a Runcorn dove un tempo si univa al canale marittimo di Manchester, e prima ancora al fiume Mersey, mentre l'altro ramo si unisce al canale di Trent e Mersey attraverso il tunnel di Preston Brook.